# 라비올리
라비올리(이탈리아어: ravioli, 단수: raviolo 라비올로[*])는 이탈리아의 파스타이다. 얇은 파스타 반죽에 속을 채운 파스타의 일종이다. 파스타 반죽을 두 층으로 만들어 그 틈에 고기나 야채 따위의 소를 넣어 만드는 요리이다. 때문에 소 자체를 밀가루로 둘러싼다고 볼 수도 있다. 단어 ravioli는 둘러싸다의 의미를 지닌다.
생면 반죽을 두 겹으로 만들어 그 틈에 고기나 채소 등의 소를 넣어 만드는 이탈리아의 만두로 라비올리는 ‘둘러싸다’라는 의미다. 가늘고 기다란 원통형의 롱 파스타로 ‘얇은 줄’이라는 뜻을 가지고 있다. 소는 주로 고기나 생선, 치즈 등을 넣고 사각형, 삼각형, 반달 모양, 원형 등 다양한 모양으로 만든다.
소는 대개 가금류나 돼지고기 혹은 생선, 치즈로 만들 수 있다. 사각형, 삼각형, 반달, 원형 등으로 다양한 모양이 되기도 한다. 전통적으로는 리코타 치즈를 시금치나 쐐기풀과 함께 섞어서 넣는 것이며 감자나 버섯, 호박, 아티초크를 넣고 함께 요리하면 묽은 수프가 되기도 한다.
15세기 전까지만 해도 토마토가 없었지만 이후로는 토마토 소스를 흩뿌려서 많이 먹는다. 세이지나 버터를 녹여서 먹는 것은 상당히 정교한 작업이 필요한 것으로 크림 소스를 뿌리는 것은 이탈리아 고유의 풍속이 아니다.
라비올리에 대해서는 그 유래가 다양하게 추측되고 있다. 가장 오래된 요리법은 1290년대의 것으로 추정되는 노르만 족의 서면에 묘사돼 있다.. 때문에 노르만 족의 지중해 침략을 고려하면 시칠리아나 몰타의 라비올리 형태는 북부 지방보다 그 형태가 더욱 오래됐다고 볼 수 있다.
이탈리아 자체에서 라비올리에 대한 가장 오래된 설명 문헌은 14세기 상인이던 프란시스코 디 마르코의 편지에 기록된 것이다.
라비올리의 유래를 중국으로 보는 견해도 있으며 14세기 마르코 폴로가 중국에서 돌아온 시기와 거의 일치하기 때문에 설득력이 있다고 보기도 한다.

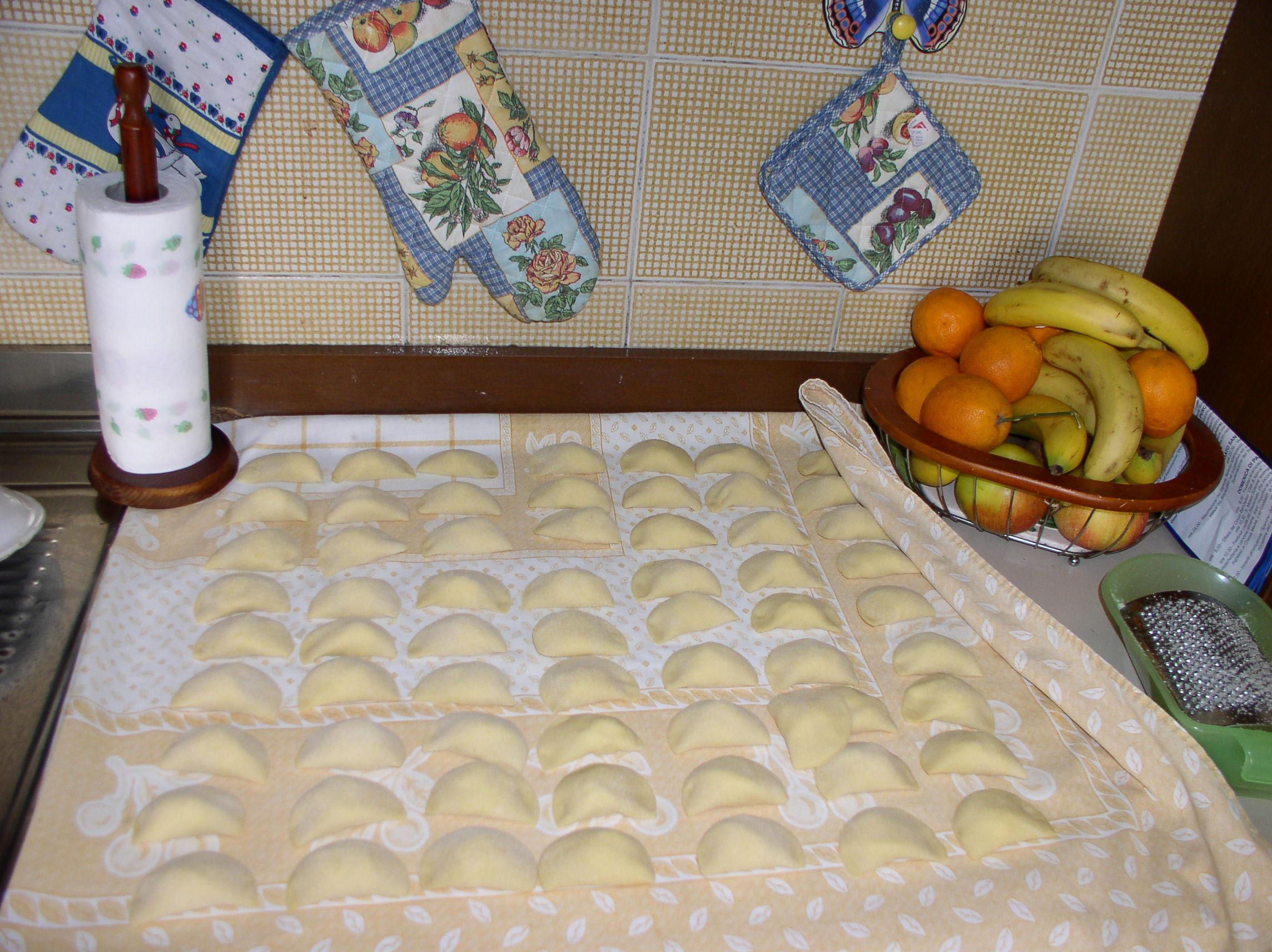
가정식 라비올라

대한민국에는 상대적으로 많이 알려져 있지 않지만 서구권에서는 주요 수출 품목에 해당되기도 하며 식품업계에서 내보내는 라비올리는 유통기한이 최장 7주이다. 만두를 비롯해 중국 요리의 딤섬이나 다른 유럽 및 중동권에서도 비슷한 형태의 요리가 발견된다.

## 사진

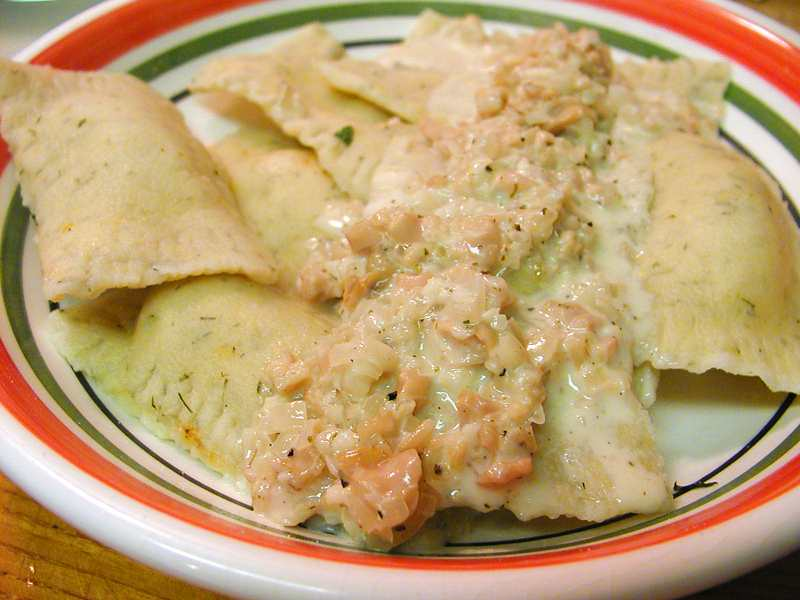
레몬과 새우로 요리한 라비올리

## 같이 보기
- 소렌티노

## 참고 문헌
- Adamson, Melitta Weiss; editor (2002) Regional Cuisines of Medieval Europe: A Book of Essays ISBN 0-415-92994-6